# 정현백
정현백(鄭鉉柏, 1953년 4월 9일 ~ )은 대한민국의 역사학자이다. 성균관대학교 사학과 교수를 지냈으며, 2017년부터 2018년까지 제6대 여성가족부 장관을 지냈다.

## 생애
정현백은 1953년 부산에서 태어났다. 이화여자고등학교를 졸업하고 서울대학교에서 역사교육학으로 학사를, 서양사로 석사 학위를 받았다. 보훔 루르 대학교 대학원에서 독일사로 박사학위를 받고 귀국하여 1986년부터 성균관대학교 문과대학에서 사학과 교수를 지냈다. 여성사와 여성 이론, 성평등 문제에 천착하여 1997년 리처드 J. 에반스의 《페미니스트》를 번역했고 《서양의 가족과 성》, 《민족과 페미니즘》, 《처음 읽는 여성의 역사》 등을 썼다.
2002년부터 2007년까지 한국여성단체연합 상임대표 및 공동대표를 지냈으며, 2010년부터 2016년까지 참여연대 공동대표로 활동했다. 2008년 10월 시민평화포럼 공동대표, 2015년 민족화해협력범국민협의회 상임의장을 맡았다.
2017년 6월 17일 문재인 정부의 여성가족부 장관 후보자로 내정되었으며, 7월 7일 임명되어 2018년 9월 20일까지 재임했다.

## 경력
- 1984년 경기대학교 사학과 조교수
- 1986년 성균관대학교 문과대학 사학과 부교수
- ~ 2017년 6월 성균관대학교 문과대학 사학과 교수
- 2002년 부패방지위원회 자문위원
- 2002년 ~ 2007년 한국여성단체연합 공동대표
- 2002년 7월 ~ 2005년 7월 경찰위원회 위원
- 2004년 역사교육연구회 회장
- 2006년 남북교류협력추진협의회 위원
- 2006년 9월 동북아역사재단 이사
- 2007년 8월 남북 정상회담 자문위원단
- 2008년 10월 ~ 시민평화포럼 공동대표
- 2010년 ~ 2016년 2월 참여연대 공동대표
- 2015년 2월 ~ 민족화해협력범국민협의회 상임의장
- 2017년 7월 ~ 2018년 9월 여성가족부 장관
- 2017년 7월 ~ 2018년 9월 : 대통령직속 국가생명윤리심의위원회 당연직위원

## 도서
- 노동운동과 노동자문화
- 민족과 페미니즘
- 여성사 다시쓰기
- 민족주의와 역사교육
- 제국의 권력과 식민의 지식
- 주거 유토피아를 꿈꾸는 사람들
- 글로벌시대에 읽는 한국여성사

## 논란
2018년 2월 10일 남정숙 전 성균관대 교수는 2014년 4월 다른 남자 교수에게 성희롱을 당했는데, 당시 민주화를위한전국교수협의회 회원인 정현백 사학과 교수에게 도움을 요청했으나 정현백이 '학교 망신이다. 그만 덮자'고 했다고 밝혔다. 여성가족부는 정현백 장관이 해당 발언을 했다는 것을 부인하였다. 정현백은 외부 여성단체나 변호사의 도움을 받으라고 조언했을 뿐 막말을 한 적은 없다고 주장했다.